# Subjel
Subjel (Servisch cyrillisch Субјел) is een plaats in de Servische gemeente Kosjerić. De plaats telt 219 inwoners (2002).